# جيف هندرسون
جيف هندرسون (بالإنجليزية: Jeff Henderson)‏ هو لاعب قفز طويل أمريكي، ولد في 19 فبراير 1989 في نورث ليتل روك في الولايات المتحدة.

## وصلات خارجية
- جيف هندرسون على موقع الاتحاد الدولي لألعاب القوى (الإنجليزية)
- جيف هندرسون على موقع الاتحاد الأمريكي لسباقات المضمار والميدان (الإنجليزية)
- جيف هندرسون على موقع الدوري الماسي (الإنجليزية)
- جيف هندرسون على موقع اللجنة الأولمبية الدولية (الإنجليزية)
- جيف هندرسون على موقع أوليمبيديا (الإنجليزية)
- جيف هندرسون على موقع اللجنة الأولمبية والبارالمبية الأمريكية (الإنجليزية)